# TeamWorx
Die teamWorx Television & Film GmbH war ein Unternehmen für Filmproduktion und eine Tochter der UFA Film- und TV Produktion von Bertelsmann, am bekanntesten für sogenannte Event-Produktionen und seinerzeit in diesem Genre eines der erfolgreichsten Unternehmen deutschland- und europaweit. teamWorx war mit Büros in Potsdam, Berlin, München, Köln, Leipzig und Ludwigsburg vertreten. Im August 2013 wurde Teamworx im Zuge einer Umstrukturierung der UFA mit den UFA-Tochtergesellschaften Phoenix Film und UFA Fernsehproduktion zum neuen Unternehmen UFA Fiction GmbH fusioniert.

## Geschichte
teamWorx wurde im September 1998 von vier Gesellschaftern gegründet: Nico Hofmann als Produzent und Vorsitzender der Geschäftsführung, Ariane Krampe als Produzentin und stellvertretende Geschäftsführerin, Doris Zander als Produzentin und Gesellschafterin, Bettina Reiz als Autorin und Produzentin sowie Wolf Bauer, Geschäftsführer der UFA.
Eine der ersten Produktionen, die Aufmerksamkeit für das Unternehmen brachte, waren 2001 Der Tunnel und der Fernsehfilm Der Tanz mit dem Teufel, der auf Sat.1 ausgestrahlt wurde und mehrfach mit dem Adolf-Grimme-Preis, dem Bayerischen Fernsehpreis und dem Deutschen Fernsehpreis ausgezeichnet wurde, sowie Ende der Saison, der für die ARD (BR) produziert wurde und unter anderem ebenfalls mehrfach mit dem Adolf-Grimme-Preis plus Gold ausgezeichnet wurde.
Der Fernsehfilm Dresden stellte mit 12,68 Millionen Zuschauern bei der Erstausstrahlung im ZDF 2006 einen Rekord für fiktionale Fernsehproduktionen auf, der 2007 mit dem Mehrteiler Die Flucht mit über 11 Millionen Zuschauern annähernd wiederholt wurde.
Zu den Produzenten, die für teamWorx gearbeitet haben, gehörten unter anderem Christian Granderath (Leiter der Abteilung Fernsehfilm im NDR), Joachim Kosack (Leiter der Abteilung Serie und Soap bei Sat.1) und Christian Rohde, aktuell tätig für teamWorx sind unter anderem die Produzenten Klaus Zimmermann, Benjamin Benedict und Sascha Schwingel. Ab 2008 war teamWorx durch den Produzenten Jochen Laube in Ludwigsburg vertreten, der sich verstärkt auch für Dokumentarfilme engagierte, wie etwa Das Schiff des Torjägers von Heidi Specogna. Geschäftsführer waren Nico Hofmann, Ariane Krampe, Jürgen Schuster und als Mitglied der Geschäftsführung Sascha Schwingel.
Seit der Gründung war teamWorx einer der Veranstalter des Filmnachwuchswettbewerbs First Steps.

## Produktionen
teamWorx produzierte Fernsehproduktionen aller Stilrichtungen für die öffentlich-rechtlichen wie auch die privaten Fernsehsender in Deutschland. Mit rund 30 festen Mitarbeitern wurden mehr als 80 Produktionen realisiert, jährlich kamen etwa 20 neue hinzu. Damit zählte teamWorx zu den Top 5 der deutschen Fernsehproduzenten.
teamWorx erlangte einen hohen Bekanntheitsgrad durch sogenannte TV-Event-Produktionen und galt als einer der Pioniere dieses Genres. Es handelte sich dabei um aufwändige, häufig mehrteilige TV-Produktionen, von den auftraggebenden Sendern als imagebildende, mit hohem Aufwand beworbene Vorzeigeprojekte, häufig mit historischem Bezug. Beispiele für solche Produktionen stellen etwa Der Tunnel, Dresden oder Die Sturmflut dar.
Zu weiteren Produktionen zählen allerdings auch weniger aufwändige Fernsehproduktionen, wie etwa eine Reihe von Verfilmungen der Romane und Geschichten von Donna Leon, Serien (etwa die Serie Unschuldig oder die Telenovela Alisa – Folge deinem Herzen) und teils preisgekrönte Filme bekannter Regisseure wie Christian Petzold (Wolfsburg, Toter Mann) oder mit dem Adolf-Grimme-Preis ausgezeichnete Filme des Regisseur/Autoren-Duos Stefan Krohmer und Daniel Nocke (Ende der Saison, Familienkreise). Auch Dokumentar- und Kinofilme wurden von teamWorx produziert, so etwa Berlin: Sinfonie einer Großstadt von Thomas Schadt.
Zu den bekanntesten Eigenproduktionen der teamWorx Television & Film gehören unter anderem:
- Der Tunnel (Regie: Roland Suso Richter, 2001)
- Der Tanz mit dem Teufel (Regie: Peter Keglevic, 2001, über die Entführung des Richard Oetker).
- Wolfsburg (Regie und Buch: Christian Petzold).
- Sternenfänger (Vorabendserie Das Erste, 26 Episoden, Erstausstrahlung September 2002).
- Berlin: Sinfonie einer Großstadt (Regie: Thomas Schadt, 2002).
- Stauffenberg (Buch und Regie: Jo Baier, 2003, unter anderem ausgezeichnet mit dem Deutschen Fernsehpreis als bester Film.[14]).
- Familienkreise (Regie: Stefan Krohmer, Buch: Daniel Nocke, 2003, unter anderem ausgezeichnet mit dem Adolf-Grimme-Preis).[13]
- Ein toter Bruder (Regie: Stefan Krohmer, Buch: Daniel Nocke, 2005).
- Die Luftbrücke – Nur der Himmel war frei (Regie: Dror Zahavi, Buch: Martin Raushaus, 2005).
- Dresden (Regie: Roland Suso Richter, 2006).
- Reinhard Mohn – Es müssen mehr Köpfe ans Denken kommen (Regie: Roland Suso Richter, 2006. Film über Reinhard Mohn, unter anderem mit Sebastian Koch und Christoph Waltz).
- Die Flucht (Regie: Kai Wessel, 2007, unter anderem mit Maria Furtwängler).
- Das Wunder von Berlin (Regie: Roland Suso Richter, 2008).
- Die Patin – Kein Weg zurück (Regie: Miguel Alexandre, 2008, unter anderem mit Veronica Ferres).
- Mogadischu (Regie: Roland Suso Richter, 2009).
- Vulkan (Regie: Uwe Janson, 2009, unter anderem mit Katja Riemann, Heiner Lauterbach, Yvonne Catterfeld).
- Dutschke (Regie: Stefan Krohmer, Buch: Daniel Nocke, Berlin 2010. Film über Rudi Dutschke)
- Der Mann aus der Pfalz (Regie: Thomas Schadt, 2010, Film über den ehemaligen Bundeskanzler Helmut Kohl)
- Bis nichts mehr bleibt (Regie: Niki Stein, 2010, unter anderem mit Kai Wiesinger).
- Hindenburg (Regie: Philipp Kadelbach, 2011)
- Grimmsberg (Regie: Martin Busker, 2011)
- Der Turm (Regie: Christian Schwochow, 2012, Romanverfilmung, unter anderem ausgezeichnet mit dem Bambi 2012, sowie dem Grimme-Preis, der Goldenen Kamera und dem Jupiter-Filmpreis 2013).
- Der Fall Jakob von Metzler (Regie: Stephan Wagner, 2012)
- Der Minister (Regie: Uwe Janson, 2013)
- Unsere Mütter, unsere Väter (Regie: Philipp Kadelbach, 2013)